# Los secretos de Lucía
Los secretos de Lucía (Les secrets de Lucia) est une telenovela vénézuélienne produite par Venevisión en collaboration avec Univision Studios et BE-TV.  Cette telenovela raconte une histoire originale écrite par l'écrivain colombien Jorg Hiller.
Irán Castillo et Juan Pablo Raba (en) sont les vedettes qui y jouent les principaux rôles de protagonistes tandis que Julián Gil, Maritza Bustamante et Plutarco Haza jouent les antagonistes.
Depuis le 3 février 2014, Cadenatres a commencé à diffuser Los Secretos de Lucía à 8 pm. Depuis le 22 avril 2014, Venevisión Plus diffuse Los Secretos de Lucía à 10 pm.

## Synopsis
Dans un monde hostile et plein de violence se déroule l'histoire de la belle Lucia, une femme en fuite, sans savoir pourquoi, en raison d'un mystérieux évènement qui l'a rendue amnésique et qui a affecté non seulement sa mémoire mais aussi le sens de sa vie. Tout ce qu'elle sait est qu'elle doit échapper à ceux qui désirent lui faire du mal, sans jamais imaginer que pendant la course frénétique qu'est devenue sa vie, elle rencontrerait Miguel, un jeune et  beau mécanicien qui, impressionné par la beauté de Lucia, décide de l'aider en dépit des conséquences.
L'amour ne tarde pas à apparaître et à les accompagner au milieu de cette fuite haletante. De temps en temps, Lucia a des flashs de son passé qui ressurgissent en un éclair. Elle fait, alors, de terribles découvertes : elle serait la fille d'un trafiquant d'armes perfide et elle aurait été impliquée dans ce commerce et aussi dans d'innombrables morts violentes. Ainsi, Lucy se découvre potentiellement être criminelle et Lucy serait un de ses nombreux noms d'emprunt.
Être en accord avec cette vie, se questionner sur ses valeurs, sacrifier son amour pour Miguel et aller de l'avant sur un chemin qui peut se révéler erroné. Ainsi Lucia se rebelle contre son passé et l'affronte, pour voir si elle peut racheter ses fautes, si seulement c'est encore possible.
Lucia et Miguel sont confrontés à de grandes difficultés dans l'aventure dangereuse qu'est devenue leur vie, aventure qui se déroule selon d'inimaginables scenarios dont le dénominateur commun est la mort qui rôde à chaque instant.
Les fautes de Lucia seront-elles rachetées ? Est-elle prête à commencer une nouvelle vie ?
Les secrets de Lucia ... une course excitante, imprévisible, surprenante, à la recherche d'une nouvelle chance.

## Distribution
- Irán Castillo :  Lucia Reina[4]
- Juan Pablo Raba (en) : Miguel Gaitan[5]
- Maritza Bustamante : Bonny Cabello[6]
- Plutarco Haza : Arsenio Reina[7]
- Julián Gil : Robert Neville[8]
- Karina Velásquez : La India[9]
- Roberto Escobar : Antonio Jaspe
- Luis Gerónimo Abreu : Ruben Olmedo
- Sissi Fleitas : Penelope
- Yul Bürkle : Pablo Zuleta[10]
- María Dalmazzo : Patricia Gaitan
- Aroldo Betancourt : Oficial Ernesto Cardenas
- Iván Tamayo : Harold Rincón
- Mimí Lazo : Alejandra Fuentes De La Reina
- Nacho Huett : Oswaldo Orbajan, dit Orejas
- Pedro A. Rodriguez : un touriste
- Albi De Abreu : La Llaga
- Judith Vásquez : Josefina Castro
- Carlos Guerrero : Lennox

## Versions internationales
| Pays                   | Chaîne(s)       | Première diffusion | Dernière diffusion | Titre                 | Calendrier        | Heure    |
| ---------------------- | --------------- | ------------------ | ------------------ | --------------------- | ----------------- | -------- |
| Équateur               | TC Television   | 22 octobre 2013    |                    | Los secretos de Lucía | Lundi au vendredi | 9:45 pm  |
| Mexique                | Cadenatres      | 3 février 2014     |                    | Los secretos de Lucía | Lundi au vendredi | 8:00 pm  |
| République dominicaine | Telemicro       | 7 avril 2014       |                    | Los secretos de Lucía | Lundi au vendredi | 7:00 pm  |
| Venezuela              | Venevisión Plus | 22 avril 2014      |                    | Los secretos de Lucía | Lundi au vendredi | 10:00 pm |